# Jean-Luc Mélenchon
Jean-Luc Mélenchon (* 19. srpna 1951 Tanger) je francouzský politik. V letech 2017 až 2022 byl poslancem Národního shromáždění. V letech 2012, 2017 a 2022 kandidoval na prezidenta Francie. V roce 2022 skončil těsně třetí, se ziskem 21,95 % hlasů, za Marine Le Pen.
Politickou dráhu začal v roce 1976 ve straně Parti socialiste, se kterou se v roce 1983 stal obecním zastupitelem města Massy. O dva roky později (1985) uspěl v regionálních volbách v departementu Essonne. V roce 1986 byl poprvé zvolen do Senátu, do kterého byl znovuzvolen v letech 1995 a 2002. Mezi roky 2000 a 2002 byl ministerským náměstkem pro odborné vzdělávání ve vládě Lionela Jospina. V roce 2008 opustil Parti socialiste a založil novou stranu Parti de gauche (Levicová strana). Mélanchon byl prvním předsedou strany a následně až do roku 2014 spolupředsedou s Martine Billardovou. Od roku 2009 byla jeho strana sdružena ve volební koalici radikálně levicových stran Front de gauche (Levicová fronta). V roce 2009 byl zvolen europoslancem; mandát obhájil i v roce 2014.
V roce 2016 založil stranu La France insoumise (Nepoddaná Francie). V roce 2017 byl zvolen poslancem Národního shromáždění. V květnu 2022 zformoval a vedl novou volební koalici levicových stran s názvem Nouvelle Union populaire écologique et sociale (Nová ekologická a sociální lidová unie, NUPES), která se v parlamentních volbách z roku 2022 umístila na druhém místě (se ziskem 131 mandátů). Koalice NUPES se v červnu 2024, během předčasných parlamentních voleb vyhlášených prezidentem Macronem po vítězství krajní pravice v eurovolbách, transformovala do Nouveau Front populaire (Nová lidová fronta) a v druhém kole voleb se umístila na prvním místě se ziskem 188 mandátů.

## Biografie

### Dětství a mládí
Narodil se v marockém Tangeru jako nejmladší syn v rodině Georgese, poštovního zřízence. Jeho rodiče byli francouzští občané žijící v Alžírsku (Černé nohy). Dědeček z otcovy strany Antonio Melenchón pocházel ze španělské Murcie. Ten se na počátku 20. století přestěhoval do alžírského Oranu a zde se oženil s Aimée Canicio, která pocházela ze španělské provincie Alicante. Dědeček z matčiny strany, François Bayona, se narodil poblíž Valencie a oženil se s Alžířankou sicilského původu. Po rozvodu rodičů se s matkou usadil v Normandii. Vystudoval střední školu v Rouenu a v roce 1972 dokončil studium filozofie a moderní literatury na Université de Franche-Comté. Než vstoupil do politiky, pracoval jako učitel.

### Členství v Socialistické straně (1976–2008)
Poté, co se stal členem Socialistické strany, byl postupně zvolen městským radním města Massy (1983), generálním radním departmentu Essonne (1985), kde byl také zvolen senátorem (1986, znovu zvolen 1995 a 2004). Pracoval také jako náměstek (francouzsky Ministre délégué) ministra školství Jacka Langa v kohabitační vládě Lionela Jospina. 
Byl součástí levicového křídla Socialistické strany až do jejího celostátního kongresu v Remeši, v jehož výsledku stranu opustil. 

### Založení Levicové strany (2008–2016)
Spolu s Marcem Dolezem založil Levicovou stranu, kde byl předsedou a následně místopředsedou společně s Martine Billard až do srpna 2014. Pro název strany se inspirovali u německé Die Linke.
Jako lídr Levicové strany uzavřel před volbami do Evropského parlamentu v roce 2009 koalici s Komunistickou stranou a vytvořili Levicovou frontu. Deklarovaným cílem koalice bylo vytvořit „levou frontu pro jinou demokratickou a sociální Evropu, proti ratifikaci Lisabonské smlouvy a současných evropských smluv“. Následně byl zvolen europoslancem za volební obvod Jihovýchodní Francie (znovu zvolen 2014). 
Během protestů proti důchodové reformě v roce 2010 mu díky jeho veřejným a televizním vystoupením vzrostla popularita. V roce 2012 se v této koalici také stal kandidátem na prezidenta Francie, kde skončil čtvrtý s výsledkem 11,1 % hlasů. 
V roce 2012 kandidoval také do Národního shromáždění v jedenáctém okrsku Pas-de-Calais, ve kterém od tohoto roku kandidovala také Marine Le Pen. Mélenchon se prvním kole umístil na třetím místě s 21 % hlasů, což mu stačilo na postup do druhého kola, ze kterého se ale rozhodl odstoupit, aby posílil šance Philippa Kemela (Socialistická strana) proti Marine Le Pen v druhém kole. Díky tomuto kroku Kemel zvítězil s těsným ziskem 50,1 % hlasů.
Během funkčního období prezidenta Françoise Hollandea (Socialistická strana) byl Mélenchon jedním z nejkritičtějších hlasů z levice. Kritizoval zejména centristický přístup vlády k volnému trhu, čím podle něj měla Socialistická strana zradit tradiční postoje francouzské levice.

### Založení Nepoddajné Francie (2016–...)
V únoru 2016 založil hnutí Nepoddajná Francie, za které opět v roce 2017 kandidoval na prezidenta jako „nadstraník“ bez vazeb na jakoukoli politickou stranu. Ve volbách opět skončil čtvrtý s 19,58 % hlasů. Jelikož se tím nekvalifikoval do druhého kola, po své porážce odmítl podpořit Macrona a současně apeloval na voliče, aby nevolili Národní frontu. Následně spustil vnitrostranické hlasování o dalším postupu, přičem možnosti byly: 1) vhodit prázdný lístek, 2) podpořit Macrona a 3) voleb se neúčastnit. Většinových 36 % hlasujících se rozhodlo pro podpoření možnosti vhození prázdného (protestního) volebního lístku. V kampani sliboval zavedení šesté republiky a soustředil se na témata zachování životního prostředí a kritiky volného obchodu mezi Francií a Spojenými státy americkými, což považoval za příklad globalizačního vykořisťování.
V roce 2017 kandidoval do Národního shromáždění, kde poprvé získal mandát se ziskem téměř 60 % hlasů v druhém kole. Ziskem poslaneckého mandátu si vysloužil novou vlnu pozornosti médií. V prosinci 2019 byl Mélenchon odsouzen k podmíněnému trestu odnětí svobody na tři měsíce za provokaci po hádce s policisty, kteří si přišli doručit zatykač do sídla strany.
V prezidentských volbách 2022 kandidoval opět za své hnutí Nepoddajná Francie, skončil na třetím místě se ziskem 22 %. Mélenchon po vyřazení v prvním kole znovu apeloval na své voliče, ať nevolí Marine Le Pen, ovšem o Macronovi se již nezmínil. Mélenchon byl nejpopulárnějším kandidátem ve volební kategorii voličů mezi 24 a 35 lety věku. Současně uspěl v zámořských departmentech. 
V roce 2022 již nekandidoval do Národního shromáždění a svůj volební okrskek uvolnil pro spolustraníka Manuela Bomparda. V květnu téhož roku vytvořil ve spolupráci s dalšími levicovými politiky uskupení jménem Nová lidová ekologická sociální unie (NUPES). Jedná se o koalici Mélenchonova hnutí Nepoddajná Francie, dále Socialistické strany, Francouzské komunistické strany a Ekologické strany. NUPES v prvním kole získal 4 poslance, po volbách měl NUPES 131 poslanců. 
Koalice NUPES se v červnu 2024, během předčasných parlamentních voleb vyhlášených prezidentem Macronem po vítězství krajní pravice v eurovolbách, transformovala do Nouveau Front populaire (Nová lidová fronta) a v druhém kole voleb se umístila na prvním místě se ziskem 188 mandátů.

## Politické postoje

### Domácí politika
Mélenchon je republikánský socialista a historický materialista inspirovaný zejména francouzským politikem a filosofem Jeanem Jaurèsem. Někteří komentátoři ho označují za zastánce krajní levice nebo za populistu. Mélenchon v průběhu lez volal po přerozdělování vlastnictví s cílem odstranění sociálních nerovností. Mezi domácí politiky navržené Mélenchonem patří 100% daň z příjmu z výdělku nad 360 000 EUR ročně, plná státní úhrada nákladů na zdravotní péči, omezení prezidentských pravomocí ve prospěch zákonodárného sboru a uvolnění imigračních zákonů. Mélenchon podporuje manželství osob stejného pohlaví a právo žen na potrat. Podporuje také legalizaci konopí.
Mélenchon věří v „kreolizaci“ francouzské kultury a společnosti, což je termín vytvořený básníkem Martiničanem Édouardem Glissantem, který ji definuje jako „směs kultur, která vytváří něco nového“, která „nepatří do žádné z kultur, které ji tvoří“. Během předvolebního shromáždění v prosinci 2021 řekl Mélenchon svým příznivcům: „Ať je něčí pohlaví, barva nebo náboženství jakékoli, jsme povoláni k tomu, abychom se navzájem milovali, a tak spojujeme své chutě a naše kultury. To je kréolizace. Kréolizace je budoucností lidstvo.“
Mélenchon je otevřeným kritikem Evropské unie (EU), kterou považuje za zkorumpovanou neoliberalismem. Během své kampaně v roce 2012 se Mélenchon postavil proti trendu směřujícímu k ekonomické globalizaci, kterou odsuzoval jako nepřiměřeně zvýhodňující finanční průmysl a „vydělávající lidi s vysokými příjmy“ na úkor chudých. Trval na tom, že mezinárodní organizace, jako je EU, hrozí, že „uškrtí hlas lidu“. Podporuje renegociaci evropských smluv.
Ve svém politickém programu podporoval vystoupení Francie z NATO či vyjednání nového postavení své země v Evropské unii. V případě neúspěšného jednání by pak chtěl z Evropské unie vystoupit. Požaduje zvýšení minimální mzdy a 32hodinový pracovní týden. Vyslovuje se pro uzavření jaderných elektráren, přechodu na zelenou energii a odchod do důchodu v 60 letech.
Mélenchon má svou vizi populismu, kterou považuje za pozitivní, pokud přichází s levicovou ideologií. Inspiruje se filozofkou Chantal Mouffe, která se snažila teoretizovat a rehabilitovat termín „levicový populismus“. Tato teorie tvrdí, že neoliberalismus a úsporná opatření pouze posílily krajní pravici a že slovo „lid“ je třeba znovu zavést do politické sféry v občanském smyslu spíše než etnicky (vytvoření „správného populismu“ k boji).
Mélenchon vyjádřil svou podporu Rattachismu. Podle sociologa Paola Gerbauda Mélenchon podporuje sociálně demokratickou a reformistickou socialistickou politiku, čímž zmírnil svůj „revoluční a radikální obraz“. Během prezidentské kampaně v roce 2022 se Mélenchon posunul k pragmatičtějšímu přístupu namísto filozofického a teoretického, zatímco vedl kampaň ve prospěch „problémů s chlebem a máslem“.

### Zahraniční politika
Mélenchon zpočátku podporoval ruskou anexi Krymu v roce 2014 a uvedl, že „...Krymské přístavy [byly] životně důležité pro bezpečnost Ruska“ a že Rusko přijímá „...ochranná opatření proti dobrodružné pučistické mocnosti“, a také tvrdil, že Ukrajina je ovlivněna neonacisty. Dále se postavil proti uvalení sankcí na Rusko a jako poslanec Evropského parlamentu hlasoval proti všem formám spolupráce s Ukrajinou, včetně vědy. V roce 2015 se Melenchon zmiňoval o Ukrajině jako o zemi „...snažící se být jednou“. Během rusko-ukrajinské krize v letech 2021-2022 řekl, že Rusko „...nesmí překročit ukrajinské hranice“, přičemž prohlásil, že Spojené státy by neměly „...připojit Ukrajinu do NATO“. Mélenchon kritizoval ruskou invazi na Ukrajinu v roce 2022, ačkoli obviňoval z příčiny konfliktu to, co nazval NATO „tlačící se stále blíže k [ruským] hranicím“, a byl proti dodávkám zbraní na Ukrajinu.
Mélenchon se vysmál obviněním z podpory Putina s tím, že je nepravděpodobné, že by „ekosocialista“ podporoval Putina, a když ho Benoît Hamon napadl na téma Putin, prohlásil: „Nejsem nijak vázán k panu Putinovi absolutně bojuji proti jeho politice, a kdybych byl Rus, nevolil bych jeho stranu, ale ruskou levou frontu, jejíž vůdce je ve vězení.“ Mélenchon se však domnívá, že Putin byl zvolen legitimně a zaslouží si tak patřičný respekt ke svému postavení. Mélenchon prohlásil opozici vůči Putinově domácí politice a poznamenává, že jeho přítel z ruské Levé fronty Sergej Udalcov je vězněn v Rusku.
V únoru 2022 Mélenchon odsoudil Putinovu invazi na Ukrajinu.
Mélenchon je silným zastáncem palestinské státnosti a je tvrdým kritikem Izraele, který považuje za koloniální stát. Poté, co Jeremy Corbyn s Labouristy prohrál všeobecné volby ve Spojeném království v roce 2019, tvrdil, že výsledky voleb byly ovlivněny izraelskou stranou Likud.